# Bechyn (Minnesota)
Bechyn je vesnice v USA, ve státě Minnesota a v okrese Renville County. Leží 16 kilometrů severně od města Redwood Falls a 21 kilometrů jižně od města Olivia. Nachází se na nezařazeném území, tudíž nejsou vedeny záznamy o počtu obyvatel. Správně patří k městu Henryville.

## Historie
Bechyn byla založena v roce 1867 českými osadníky, kteří ji pojmenovali po jihočeském městě Bechyně. V roce 1879 žilo v americké Bechyni už 20 rodin a v roce 1880 se zde začal stavět kostel sv. Marie. V roce 1890 žilo v osadě už 60 rodin, takže bylo potřeba zvětšit kostel. Nový větší kostel byl postaven roku 1915. V Bechyni tehdy byla kovárna, pošta a dva obchody.

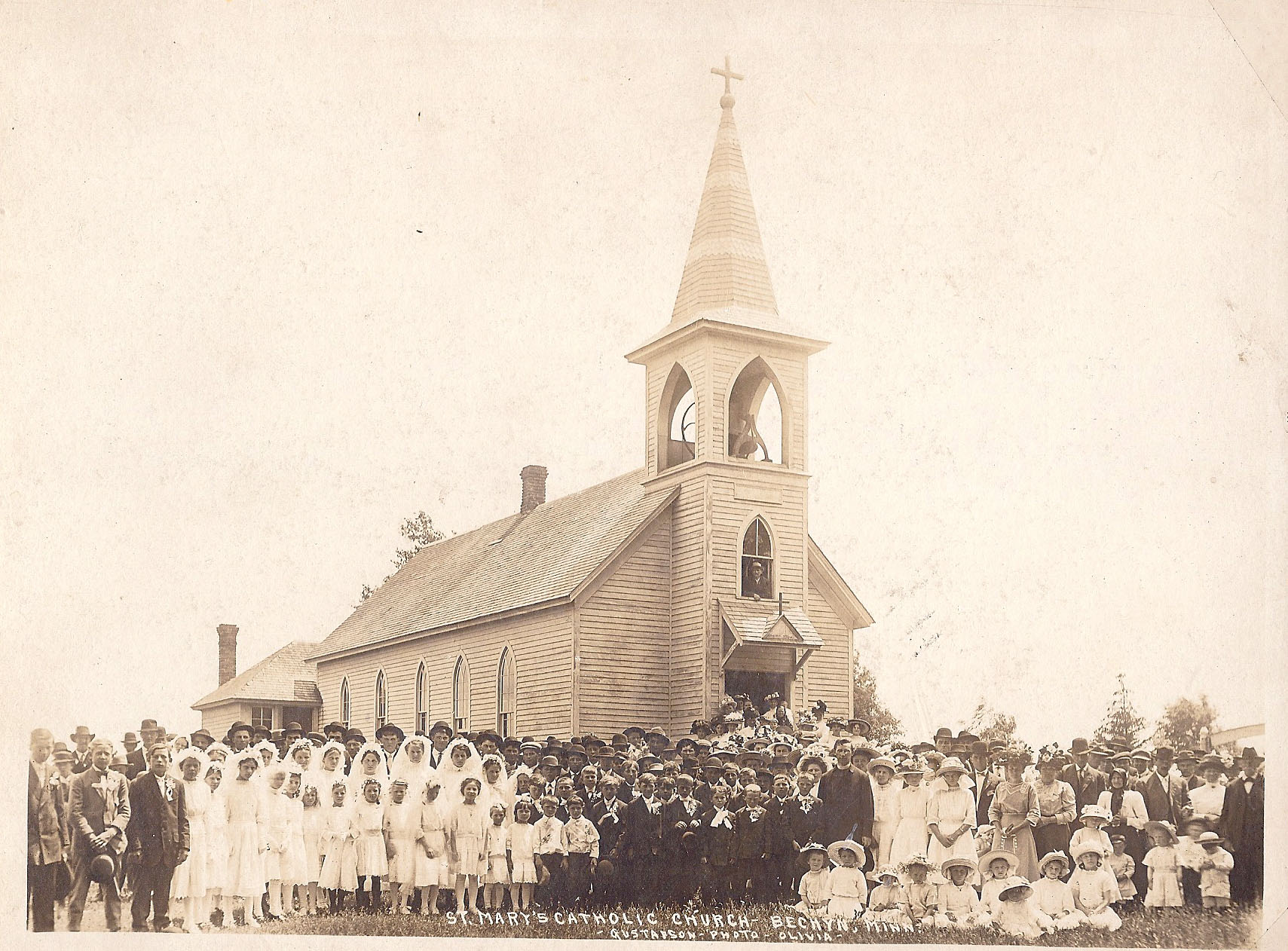
Kostel P.Marie Bechyňské v Bechyni, Minnesota

Ve 20. století začal počet obyvatel Bechyně klesat, protože lidé odcházeli z venkova žít do měst. Úbytek obyvatel způsobil uzavření kostela sv. Marie v roce 1992. Na hřbitově vedle kostela jsou zachovány náhrobky s bezmála stovkou převážně česky znějících příjmení a historie zdejších rodin byla zpracována formou knižní publikace.
V Bechyni se dodnes každý rok v srpnu koná tzv. Czech Heritage Festival, akce oslavující českou kulturu. Organizátorem akce je Společnost pro zachování kostela sv. Marie v Bechyni.